# Марија Марковић
Марија Марковић (Београд, 17. октобар 1982), позната и по надимку Mary, српска je вајарка која живи и ради у Венецији. Председница је Међународног културног удружења „Atelier 3+10”.

## Образовање и каријера
Прве уметничке кораке, на пољу цртања и моделовања, начинила је у родном граду, у атељеу скулптора Градимира Рајковића. Након пар лета, 2002. године, отишла је у Италију, у којој је 2008. завршила Академију лепих уметности у Венецији (итал. Accademia di Belle Arti di Venezia) – одсек вајарство, у класи професора Андрее Грасија. Теза јој је била на тему фотографије под менторством професора Гвида Чечереа. Вајарство је специјализовала 2012, после додатних двогодишњих студија на истој академији у класи професора Ђузепеа ла Бруна. У Стручној школи за уметнички занат „Санкт Улрих” (итал. Scuola professionale per l'artigianato artistico Sankt Ulrich) у Ортизеју је 2014. стекла још једну диплому – вајара у дрвету, у класи професора Андрее Томазинија.
На радионици у Пјетрасанти развила је љубав према обради мермера, а усавршавала се и у француском Кемперу у оквиру Еразмусове шестомесечне стипендије. Осим у мермеру и дрвету, Марија Марковић данас ваја скулптуре и у граниту и смоли, али и у несквадишањим материјалима, попут песка, снега, леда и чоколаде.
Подучавала је на Академији лепих уметности, а и даље предаје у средњим уметничким школама и на курсевима. Своје радове, самостално и колективно, излагала је и излаже у Италији, Француској, Немачкој, Словачкој, Словенији, Хрватској, Србији, Данској, Финској, Турској, Кини...
Почетком 2015. године у Венецији је основала Међународно културно удружење „Atelier 3+10”, у којем обавља функцију председника и ради као наставник вајарства.
Посвећена је истраживању уметничких граница и њена се дела могу грубо назвати симболичким.
Осим матерњег, говори и италијански, енглески и француски језик.
Увршћена је у „Енциклопедију националне дијаспоре”, коју уређује Иван Калаузовић Иванус.

## Одабрани радови
- Fragolina (2008)
- Sorgente di vita (2011)
- Attimo di inquietudine (2011)
- Incubo (2011)
- Nexus I (2013)
- Preghiera (2014)
- Senza titolo (2014)
- L'amore eterno (2014)
- Cinderella (2017)
- Full Heart (2020)
- Le Radici (2023)
- L'anima Radicata (2023)

## Одабране изложбе
- Колективна изложба „Културама” (Бује, Хрватска, 2005)
- Колективна изложба (Шмартно, Словенија, 2006)
- Међународна изложба савремене фотографије „Come guardare Venezia” (Местре, Италија, 2007)
- Међународна изложба савремене фотографије „How to Look at Venice” (Карлсруе, Немачка, 2008)
- Међународна колективна изложба „École des Beaux-Arts” (Кемпер, Француска, 2009)
- Међународна конкурсна изложба скулптура „Vedere con la mano” (Тренто, Италија, 2010)
- Колективна изложба студената са класе Ђузепеа ла Бруна Академије лепих уметности (Венеција, Италија, 2011)
- Колективна изложба кустоскиње Клаудије Балди „Meetings–Comparisons” (Левицано Рангоне, Италија, 2012)
- Колективна изложба у Галерији „Circolo” (Ортизеј, Италија, 2013)
- Колективна изложба „Vision of the Real” (Пјетрасанта, Италија, 2014)
- Симпозијум o скулптури од дрвета (Хојер, Данска, 2015)
- Симпозијум о скулптури од песка „Costruir un punto forte” (Градо, Италија, 2016)
- Изложба у оквиру „Venice Fashion Night”-а (Венеција, Италија 2017)
- Симпозијум о скулптури од снега „Arte in pista” (Бадија, Италија, 2018)
- Међународна скулпторска радионица на Универзитету „Девети септембар” (тур. Dokuz Eylül Üniversitesi, Торбали, Турска, 2019)
- Изложба у оквиру Снежног фестивала „Nallikari” (Оулу, Финска, 2020)
- Међународни симпозијум о скулптури од камена „10 Giornate in Pietra” (Летоманопело, Италија, 2021)
- Међународни симпозијум у оквиру изложбе скулптура од леда (Баођинг, Хејлунгђанг, Кина, 2023)
- Међународно првенство у скулптурама од леда „Tatry Ice Master” (Високе Татре, Словачка, 2024)

## Одабране награде
- Награда на међународном конкурсу за скулптуру „Edgardo Mannucci” (Арчевија, Италија, 2010)
- Прва награда на конкурсу „Recycl'Art Expo” (Милано, Италија, 2012)
- Прва награда на Симпозијуму о скулптури од леда (Ортизеј, Италија, 2013)
- Друга награда на Симпозијуму о шумским скулптурама „Bosco Arte Stenico” (Стенико, Италија, 2018)
- Трећа награда на Симпозијуму о скулптури од снега „Ice Games” (Кадипијетра – Вале Аурина, Италија, 2018)
- Награда „N.I.C.E” на Сајму уметности и дизајна (Милано, Италија, 2019)
- Друга награда на Симпозијуму о скулптури од снега „Snow Art” (Понтеба, Италија, 2019)
- Прва награда на Међународном симпозијуму о скулптури од дрвета (Балбидо-Ранго, Италија, 2023)